# Mejēj Ier Gnouni
Mejēj Ier Gnouni (en arménien Մժեժ Ա Գնունին) ou Mezezios Gnouni (en grec) est un marzban d'Arménie de 518 à 548, issu de la famille arménienne des Gnouni.

## Biographie
Vers 515-516, les tribus hunniques envahissent l'Arménie. Le prince Mejēj Gnouni décide d'organiser la résistance et réussit à les repousser. En récompense, le roi sassanide Kavadh Ier le nomme marzban en 518. 
Selon Samuel d'Ani : « Après le patrice Vard, frère de Vahan, des marzpans perses gouvernèrent l'Arménie pendant onze ans ... Le gouvernement d'Arménie passa ensuite à Mjej de la famille Gnouni, qui l'exerça trente ans ».
Durant cette période, il maintient la paix religieuse. En 527, Mejēj Gnouni repousse une autre invasion hunnique. Il profite également des tensions entre Byzance et la Perse pour tirer son épingle du jeu.